# Stefan Prein
Stefan Prein (Wuppertal, 27 oktober 1965) is een Duits motorcoureur.
Prein maakte in 1985 zijn debuut in de 80cc-klasse van het wereldkampioenschap wegrace op een Huvo-Casal tijdens zijn thuisrace en behaalde hier meteen een vijfde plaats in de race. In 1986 en 1987 reed hij enkele races in de 80cc en 125cc op een Casal, maar maakte hierin geen indruk. In 1988 maakte hij zijn fulltime debuut in de 125cc-klasse op een Honda en behaalde tijdens de Grand Prix van Oostenrijk zijn eerste podiumplaats. In 1989 behaalde hij opnieuw een podiumplaats tijdens de Grand Prix van Tsjecho-Slowakije, terwijl hij dat jaar ook kampioen werd in het Duitse 80cc-kampioenschap. In 1990 beleefde hij zijn beste seizoen, hij stond in Japan, Spanje, Oostenrijk, Frankrijk en Tsjecho-Slowakije op het podium en behaalde in Joegoslavië de enige Grand Prix-overwinning uit zijn carrière. Hierdoor was hij tot de laatste race in de strijd om de titel, maar eindigde achter Loris Capirossi en Hans Spaan als derde in het kampioenschap. In 1991 maakte hij de overstap naar de 250cc-klasse, maar in twee jaar boekte hij geen grote resultaten en keerde in 1993 terug naar de 125cc. Hier kwam hij ook zelden in de top 10 terecht en stapte in 1994 over naar een Yamaha. Hierop maakte hij ook geen indruk en keerde in 1995 terug op een Honda alvorens aan het eind van dat jaar te stoppen met racen.